# Château de Scharrachbergheim
Le château de Scharrachbergheim est un monument historique situé à Scharrachbergheim-Irmstett, dans le département français du Bas-Rhin.

## Localisation
Ce bâtiment est situé au 7, rue du Château à Scharrachbergheim-Irmstett.

## Historique
L'édifice fait l'objet d'une inscription au titre des monuments historiques depuis 1982.
Le château a été la propriété de nombreuses familles au cours de l’histoire dont la famille Leopold a la suite de l’acquisition du domaine par le  baron Charles-Philippe Leopold.

## Architecture

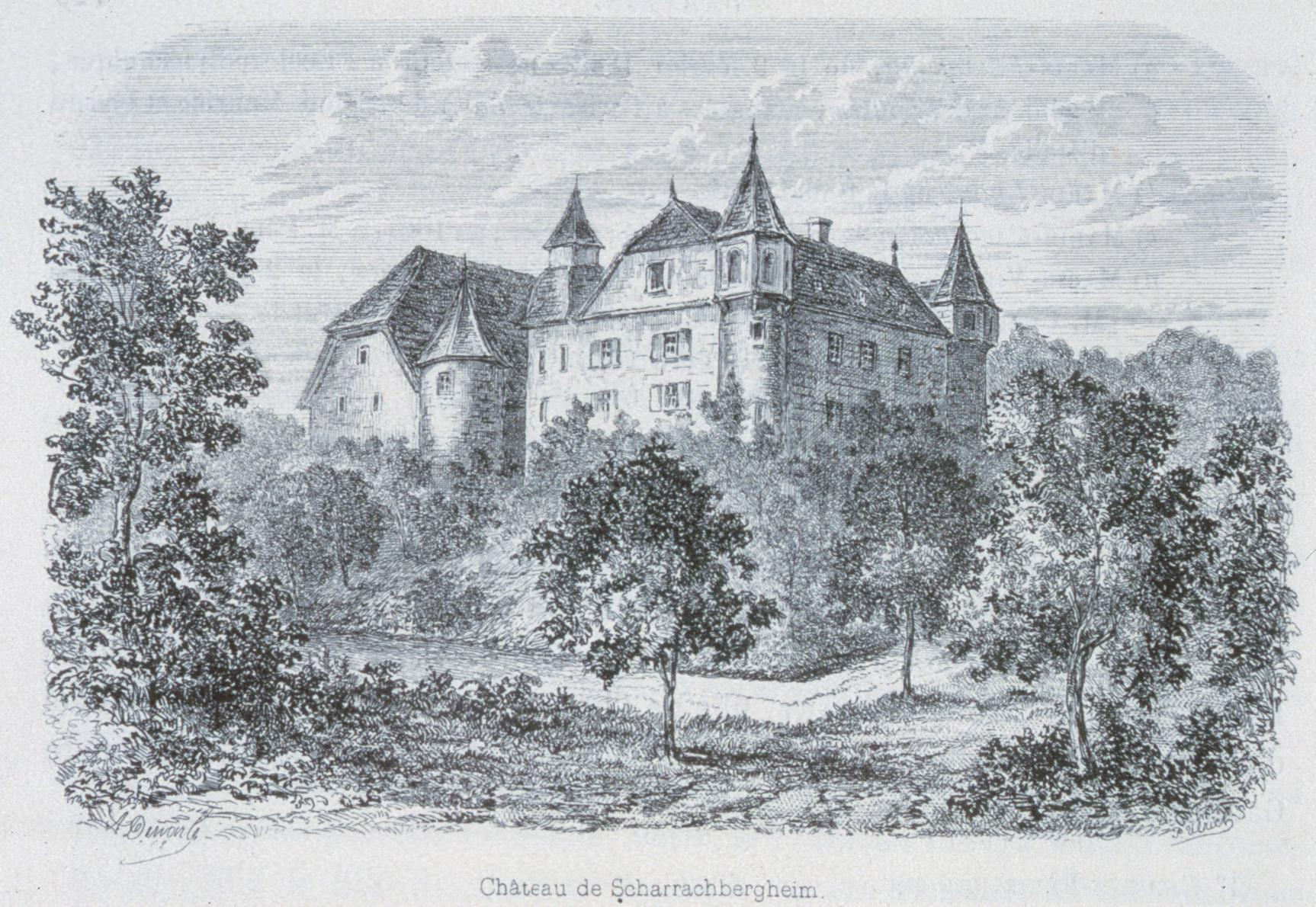